# Stomatoporina
Stomatoporina is een geslacht van mosdiertjes uit de familie van de Stomatoporidae en de orde Cyclostomatida. De wetenschappelijke naam ervan werd in 1958 voor het eerst geldig gepubliceerd door Balavoine.

## Soorten
- Stomatoporina incurvata (Hincks, 1860)
- Stomatoporina lamii Balavoine, 1958
- Stomatoporina roberti Balavoine, 1958